# Míranos
«Míranos» es una canción y el primer sencillo interpretada por el cantautor español Álex Ubago, incluida en su sexto álbum de estudio Canciones impuntuales (2017). 
La letra habla de una persona que se fue de la vida de otra sin dejar rastro alguno y causando pena y dolor de la persona afectada.

## Historia
También la canción ocupó los primeros lugares en las listas de España y Argentina países donde además fue certificado con discos de diamantevy oro por sus altas ventas, mientras que en España fue certificado con disco de diamante.

## Posiciones
| Listas (2017)                    | Posición |
| -------------------------------- | -------- |
| Argentina (Monitor Latino)       | 15       |
| España (PROMUSICAE)              | 8        |
| España Los 40 Principales        | 3        |
| Estados Unidos (Hot Latin Songs) | 80       |

## Certificaciones
| País   | Organismo certificador | Certificación | Ventas certificadas | Ref.  |
| ------ | ---------------------- | ------------- | ------------------- | ----- |
| España | PROMUSICAE             | 3X Diamante   | 77,000              | [ 6 ] |